# Hakoah Czernowitz
Hakoah Czernowitz (Roemeens: Hakoah Cernăuţi) was een joodse voetbalclub  uit Cernăuți, een stad die achtereenvolgens tot Oostenrijk-Hongarije, Roemenië en de Sovjet-Unie toebehoorde en momenteel in Oekraïne ligt. Tussen 1910 en 1914 was er ook al een club met deze naam, maar deze nam in 1914 de naam Makkabi Chernowitz aan. 

## Geschiedenis
De club werd in 1910 opgericht als 1. Jüdischer Sport- und Turn-Verein Hakoah Czernowitz. De club nam deel aan de regionale kampioenschappen van Cernăuți. In 1924 promoveerde de club naar de eerste klasse. Op 11 maart 1925 werd de naam veranderd in Hakoah Cernăuți omdat de naam van een vereniging in het Roemeens geschreven moest zijn.  Na een derde plaats in 1925 werd de club kampioen in 1925/26 waardoor Hakoah zich plaatste voor de eindronde om het Roemeense kampioenschap, waar de club in de kwartfinale werd uitgeschakeld. De volgende seizoenen eindigde de club in de subtop. In 1932 fusioneerde de club met Makkabi en speelde onder die naam verder.